# マルクス・ユニウス・ブルトゥス
マルクス・ユニウス・ブルトゥス（ラテン語: Marcus Junius Brutus, 紀元前85年 - 紀元前42年10月23日）は、共和政ローマ末期の政務官。
独裁官ガイウス・ユリウス・カエサルの暗殺に関わった人物の1人で、現代においてはカエサル暗殺を象徴する人物として記憶されている。16世紀末のイングランドでシェイクスピアが著した戯曲『ジュリアス・シーザー』の主人公としても有名であり、英語読みのブルータスの名がよく知られる。

## 生涯

### 生い立ち
共和政を樹立した伝説的な執政官ルキウス・ユニウス・ブルトゥスの末裔であり、カプア市の創設者として知られる護民官マルクス・ユニウス・ブルトゥス・マイヨル（大ブルトゥス）と、小カエピオの子女セルウィリア・カエピオニスの子としてローマに生まれる。セルウィリアと小カトーは異父姉弟（小カエピオの妻リウィアが、離婚後に大カトーの孫カトー・サロニアヌスと再婚して小カトーを儲けた）であり、小カトーは母方の叔父となる。
父はブルトゥスが生まれた時、ルキウス・コルネリウス・スッラとガイウス・マリウスが率いる閥族派と民衆派の内乱に巻き込まれていた。マリウス死後、マルクス・アエミリウス・レピドゥスによる蜂起に加わった父はグナエウス・ポンペイウスによって殺害されたとされる。未亡人となった母セルウィリアは、マリウスの外甥にあたるガイウス・ユリウス・カエサルと親しい間柄になり、両者共に家庭を持ちながら愛人関係となった。幼くして父を失ったブルトゥスはカエサルを父親代わりに育てられた。その親密さから一部の歴史家は「カエサルがブルトゥスの実父だったのではないか」とする説を残している。
成長する過程でブルトゥスは母方の親族であるセルウィリウス氏族カエピオ家に預けられていた時があり、母の同父弟である叔父クィントゥス・セルウィリウス・カエピオの養子とされていた。合わせて父方のユニウス氏族から母方のセルウィリウス氏族に移り、全名もクィントゥス・セルウィリウス・カエピオ・ブルトゥス（Quintus Servilius Caepio Brutus）と名乗っていた。ブルトゥス家を継いでからは元の名に戻しているが、カエサル暗殺後に前述の全名を用いている。これはユニウス氏族に並んでセルウィウス氏族も独裁者を討ち果たした祖先（ガイウス・セルウィリウス・セクトゥス・アハラ）を持っており、共和制下での独裁を倒したという点でより近かった。

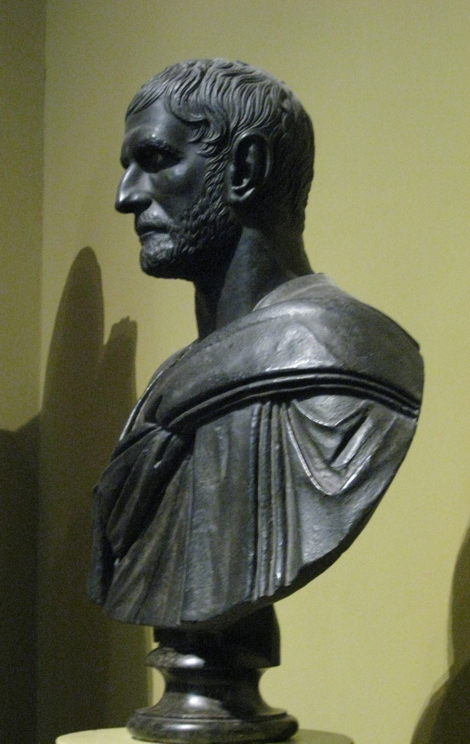
ルキウス・ユニウス・ブルトゥス像

### 元老院議員時代
彼は叔父達との絆を大切にし、政治家としての一歩もキュプルス属州（キプロス島）の総督として派遣された小カトーの補佐官に任命されたことが始まりとなった。叔父の仕事を手伝う傍ら、自らも金貸し商人として一財を成すなど商才を示した。ブルトゥスはキプロスで得た財産をローマに持ち帰ると、執政官アッピウス・クラウディウス・プルクラの娘クラウディアと結婚した。
閥族派議員として元老院議席を得たブルトゥスは、当時の政界で形成されていたガイウス・ユリウス・カエサル、グナエウス・ポンペイウス、マルクス・リキニウス・クラッススの第一回三頭政治に対抗する派閥に属した。恩人（カエサル）と宿敵（ポンペイウス）に挟まれる形での行動であったが、カエサルがポンペイウスとの対立の果てにルビコン川渡河におよぶと状況は一変した。当初、カエサルも含めて周囲の人間はブルトゥスがカエサル派に付くかと考えたが、彼は仇敵と手を結んでポンペイウス軍に加わった。閥族派は元老院の決定を不服として内乱を起こしたカエサルを「共和制の敵」と見なしており、ブルトゥスは私的な復讐より公的活動での信念を優先した格好となった。
紀元前49年にローマ内戦が始まるとブルトゥスはポンペイウス軍の将官として参加し、両軍の対決となったファルサルスの戦いに従軍した。この時、カエサルは「戦場でブルトゥスを見つけたなら、決して傷つけてはならない」と異例の厳命を下したことで知られている。ファルサルスでポンペイウスが惨敗すると軍内での対立が始まり、ブルトゥスもポンペイウスを見限って軍を離れた1人となった。ブルトゥスはカエサルの陣営に恭順の意思を示し、カエサルもブルトゥスを歓待して一切の罪に問わず、むしろ自身の側近に加えている。小カトーやポンペイウス、メテルス・スキピオら北アフリカ各地にそれぞれ逃亡した反カエサル派の将官を追って軍を派遣する時、ブルトゥスはカエサルからガリア総督に任命されている。
紀元前45年、カエサルによるブルトゥスへの厚遇は続き、自らの肝いりで法務官へ推挙している。同年に最初の妻クラウディアと離婚して、カエサルに追討されている小カトーの娘ポルキア・カトニス（自身の従姉妹）と再婚している。友人であったキケロの記録によれば、この唐突とも思える行動についてブルトゥスが真意を明かさなかった為、巷では小さな争論へと発展したとされ、母セルウィリアとも口論になったという。

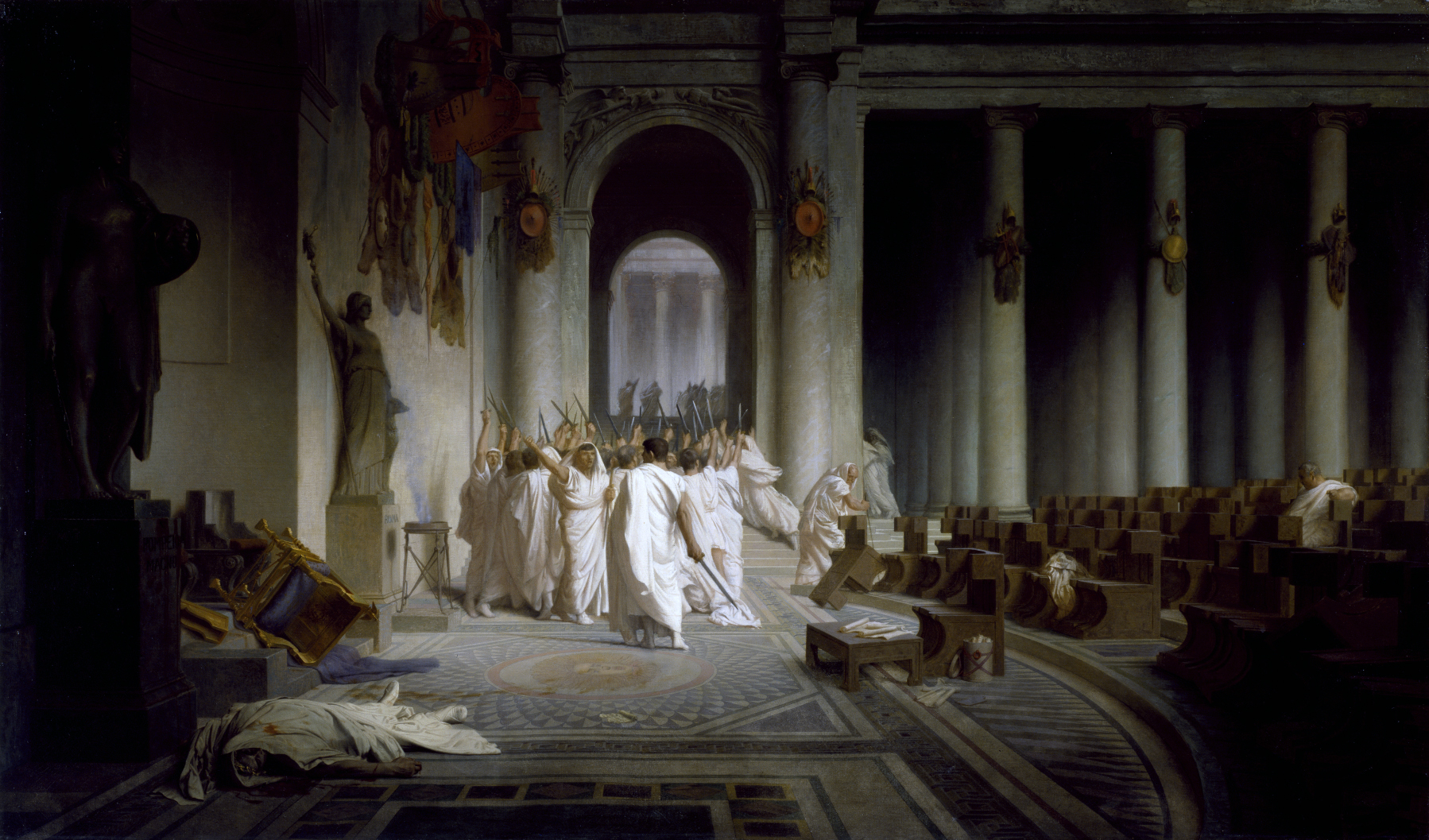
凱歌を挙げる閥族派と横たわるカエサルの遺骸（ジャン＝レオン・ジェローム・画）

### カエサル暗殺
内戦後、独裁色を日増しに強めていくカエサルの行動に元老院内では共和制の終焉を危惧する声が聞かれ、何時しか暗殺の謀議が巡らされ始めた。
ブルトゥスは当初暗殺の謀議には加わっていなかったが、周囲から暗殺に加わる様に促された。暗殺の首謀者であるカッシウス・ロンギヌスが祖先ルキウス・ブルトゥスの銅像の前に手紙を置き、ユニウス氏族の使命を思い起こさせたと言われているが、この有名な逸話はウィリアム・シェイクスピアによる創作と見られている。カッシウス・ディオによれば「王の如きカエサルの振る舞いに、元老院議員として率直に反感を抱いたのだろう」と結論している。妻ポルキア・カトニスも父の仇であるカエサル暗殺に賛同し、唯一の女性参加者となった。
暗殺が実行に移された3月15日、カエサルの正妻カルプルニアは悪夢を見たという理由で夫が議場へ向かうのを止めており、暗殺計画が露呈した様にも思われた。しかしブルトゥスは諦めずカエサルを元老院で待ち続け、もうカエサルは来ないのではないかと疑われても議場に留まっていた。そして遂にカエサルが周囲の引止めを振り払って元老院を訪れると、フブリウス・セルウィリウス・カスカ・ロングスによれば最初に短剣で一撃を加えたという。カエサルは辛うじて致命傷は免れたが、続いて次々と議員が向かってくる様子に事態を察して、自らの体をトーガに覆う仕草を見せた。
数十人の議員達によってカエサルは四方から滅多切りにされ、その凄まじさは議員同士で手を切りあってしまうほどであったという。

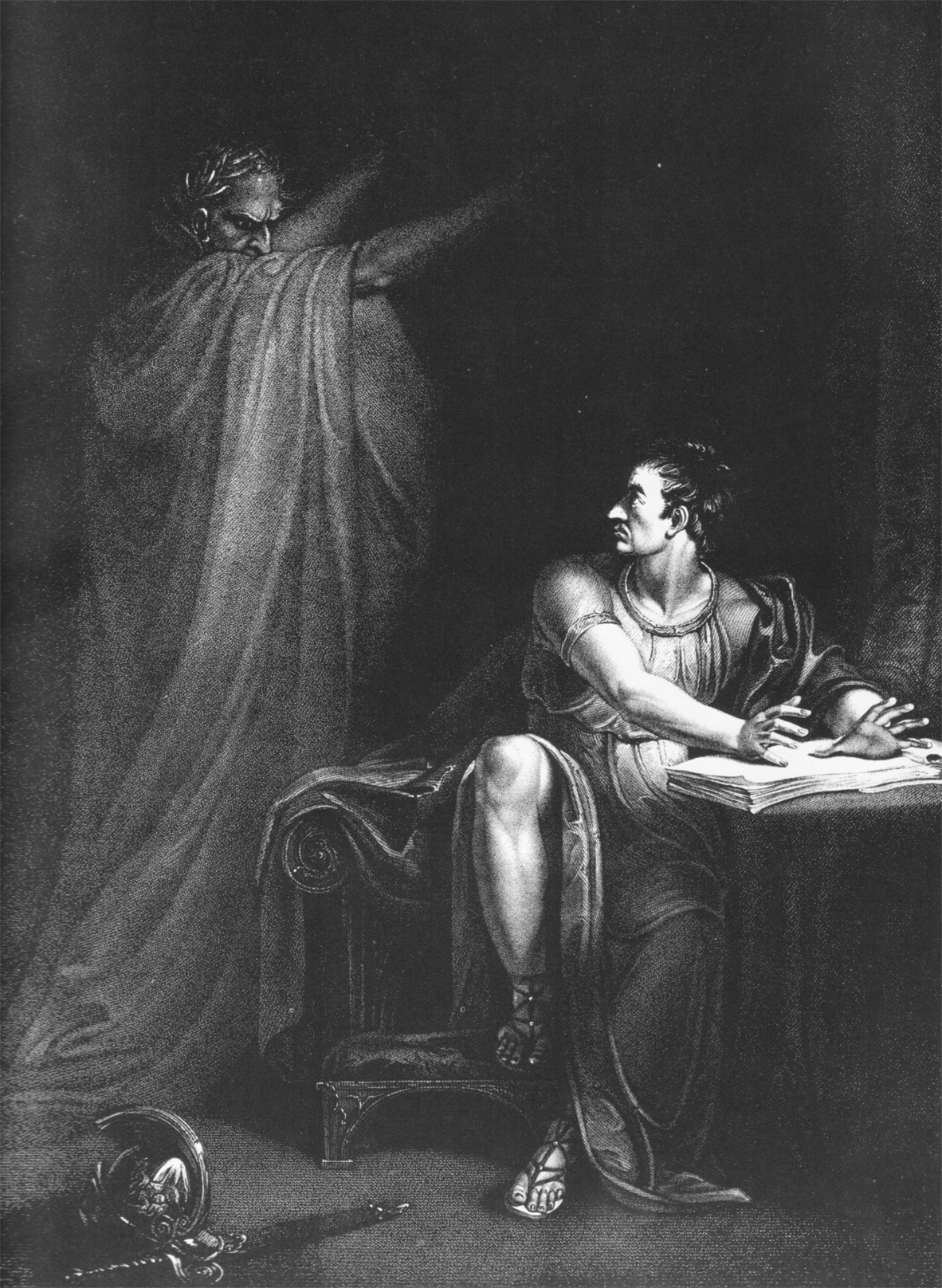
「カエサルの亡霊とブルトゥス」（リチャード・ウェストール、1802年）

### フィリッピの戦い
暗殺後、元老院はブルトゥスらによるカエサル暗殺を賞賛して彼らの罪を許す恩赦を決議した。決議案にはカエサルの有力な腹心であったマルクス・アントニウスも名を連ねていたが、こうした状況に関わらず騒乱を予感したブルトゥスはローマから離れている。一説にクレタ島に滞在していたとされるが、足取りは定かではない。
ローマではアントニウス、レピドゥスとカエサルの大甥オクタウィアヌスが手を結んで第二回三頭政治が結成され、次第に状況は悪化していった。紀元前43年、オクタウィアヌスが執政官となると対立は決定的になった。オクタウィアヌスは大叔父カエサルの神格化を推し進めて自身の権威を高める中、その大叔父を討った（もしくは協力した）ブルトゥスら閥族派を何としても討伐せねばならなかった。
しかしアントニウスとオクタウィアヌスの権力闘争は直ちに閥族派との決戦を行うことを許さなかった。ブルトゥスはデキムス・ユニウス・ブルトゥス・アルビヌス討伐に絡んで両者が仲違いしていることを盟友キケロを通じて知っていた。ブルトゥスは同じく東方属州に逃れていたロンギヌスと自派の軍団を結集させ、17個の軍団を率いてローマに進軍を開始した。ブルトゥス挙兵を聞いたオクタウィアヌスは慌ててアントニウスの要求に応じて和解し、再び共同戦線を組むこととなった。
2人はブルトゥス軍よりやや多い19個の軍団と共にローマに向かう敵軍を迎え撃つべく進軍、両軍はマケドニアのフィリッピで遭遇した。後世においてフィリッピの戦いとして知られる一大会戦は名将として名高いアントニウスの活躍によって三頭政治側の勝利に終わり、激戦の中で13個の軍団が壊滅して副将ロンギヌスも戦死した。
ブルトゥスは残った4個軍団と丘の上に立て篭もって抵抗を続けたが、やがてアントニウス軍に包囲されると捕虜になることを潔しとせず、陣営地で自害した。
ブルトゥスの遺骸を見つけたアントニウスは自らが纏っていた紫色の外套をその上に掛け、手厚く葬る様に命じたという。これはかつてアントニウスとブルトゥスが友人であったことを示唆している。ブルトゥスは火葬によって葬られ、遺骨はローマのセルウィリアの元へ届けられた。暗殺に加わっていた妻ポルキアは夫の死を聞いて直ちに自害したと伝えられるが、自害しなかったとする論者もいる。

## 年表
- 紀元前85年 大ブルトゥスとセルウィリア・カエピオニスの子として生まれる
- 紀元前58年 キプロス知事の補佐官となる
- 紀元前53年 財務官当選
- 紀元前49年 ルビコン川渡河に対してポンペイウス軍に加わり、ファルサルスの戦いに参加
- 紀元前48年 カエサルに恭順する
- 紀元前46年 ガリア総督就任
- 紀元前45年 法務官当選
- 紀元前44年 独裁官カエサルを暗殺
- 紀元前42年 フィリッピの戦いでアントニウスに敗北、自害

## 家系図
| サロニア (2)                 | サロニア (2)                 | サロニア (2)                 | サロニア (2)                 | サロニア (2)                 | サロニア (2)                 |                    |                    | 大カトー         | 大カトー         | 大カトー         | 大カトー         | 大カトー                   | 大カトー                   |                            |                            | リシニア (1)               | リシニア (1)               | リシニア (1)   | リシニア (1)   | リシニア (1)                       | リシニア (1)                       |                                    |                                    |                                                        |                                                        |                                                        |                                                        |                                                        |                                                        |                    |                    |                                    |                                    |                                    |                                    |                                    |                                    |                                        |                                        |                                        |                                        |                                        |                                        |  |  |  |  |  |  |
| サロニア (2)                 | サロニア (2)                 | サロニア (2)                 | サロニア (2)                 | サロニア (2)                 | サロニア (2)                 |                    |                    | 大カトー         | 大カトー         | 大カトー         | 大カトー         | 大カトー                   | 大カトー                   |                            |                            | リシニア (1)               | リシニア (1)               | リシニア (1)   | リシニア (1)   | リシニア (1)                       | リシニア (1)                       |                                    |                                    |                                                        |                                                        |                                                        |                                                        |                                                        |                                                        |                    |                    |                                    |                                    |                                    |                                    |                                    |                                    |                                        |                                        |                                        |                                        |                                        |                                        |  |  |  |  |  |  |
|                              |                              |                              |                              |                              |                              |                    |                    |                  |                  |                  |                  |                            |                            |                            |                            |                            |                            |                |                |                                    |                                    |                                    |                                    |                                                        |                                                        |                                                        |                                                        |                                                        |                                                        |                    |                    |                                    |                                    |                                    |                                    |                                    |                                    |                                        |                                        |                                        |                                        |                                        |                                        |  |  |  |  |  |  |
|                              |                              |                              |                              |                              |                              |                    |                    |                  |                  |                  |                  |                            |                            |                            |                            |                            |                            |                |                |                                    |                                    |                                    |                                    |                                                        |                                                        |                                                        |                                                        |                                                        |                                                        |                    |                    |                                    |                                    |                                    |                                    |                                    |                                    |                                        |                                        |                                        |                                        |                                        |                                        |  |  |  |  |  |  |
| カトー・サロニアヌス         | カトー・サロニアヌス         | カトー・サロニアヌス         | カトー・サロニアヌス         | カトー・サロニアヌス         | カトー・サロニアヌス         |                    |                    |                  |                  |                  |                  | カトー・リシニアヌス       | カトー・リシニアヌス       | カトー・リシニアヌス       | カトー・リシニアヌス       | カトー・リシニアヌス       | カトー・リシニアヌス       |                |                | マルクス・リウィウス・ドルスス     | マルクス・リウィウス・ドルスス     | マルクス・リウィウス・ドルスス     | マルクス・リウィウス・ドルスス     | マルクス・リウィウス・ドルスス                         | マルクス・リウィウス・ドルスス                         |                                                        |                                                        |                                                        |                                                        |                    |                    |                                    |                                    |                                    |                                    |                                    |                                    |                                        |                                        |                                        |                                        |                                        |                                        |  |  |  |  |  |  |
| カトー・サロニアヌス         | カトー・サロニアヌス         | カトー・サロニアヌス         | カトー・サロニアヌス         | カトー・サロニアヌス         | カトー・サロニアヌス         |                    |                    |                  |                  |                  |                  | カトー・リシニアヌス       | カトー・リシニアヌス       | カトー・リシニアヌス       | カトー・リシニアヌス       | カトー・リシニアヌス       | カトー・リシニアヌス       |                |                | マルクス・リウィウス・ドルスス     | マルクス・リウィウス・ドルスス     | マルクス・リウィウス・ドルスス     | マルクス・リウィウス・ドルスス     | マルクス・リウィウス・ドルスス                         | マルクス・リウィウス・ドルスス                         |                                                        |                                                        |                                                        |                                                        |                    |                    |                                    |                                    |                                    |                                    |                                    |                                    |                                        |                                        |                                        |                                        |                                        |                                        |  |  |  |  |  |  |
|                              |                              |                              |                              |                              |                              |                    |                    |                  |                  |                  |                  |                            |                            |                            |                            |                            |                            |                |                |                                    |                                    |                                    |                                    |                                                        |                                                        |                                                        |                                                        |                                                        |                                                        |                    |                    |                                    |                                    |                                    |                                    |                                    |                                    |                                        |                                        |                                        |                                        |                                        |                                        |  |  |  |  |  |  |
| 小サロニアヌス (2)           | 小サロニアヌス (2)           | 小サロニアヌス (2)           | 小サロニアヌス (2)           | 小サロニアヌス (2)           | 小サロニアヌス (2)           |                    |                    | リヴィア・ドルサ | リヴィア・ドルサ | リヴィア・ドルサ | リヴィア・ドルサ | リヴィア・ドルサ           | リヴィア・ドルサ           |                            |                            | 小カエピオ (1)             | 小カエピオ (1)             | 小カエピオ (1) | 小カエピオ (1) | 小カエピオ (1)                     | 小カエピオ (1)                     |                                    |                                    | 小リヴィウス                                           | 小リヴィウス                                           | 小リヴィウス                                           | 小リヴィウス                                           | 小リヴィウス                                           | 小リヴィウス                                           |                    |                    |                                    |                                    |                                    |                                    |                                    |                                    |                                        |                                        |                                        |                                        |                                        |                                        |  |  |  |  |  |  |
| 小サロニアヌス (2)           | 小サロニアヌス (2)           | 小サロニアヌス (2)           | 小サロニアヌス (2)           | 小サロニアヌス (2)           | 小サロニアヌス (2)           |                    |                    | リヴィア・ドルサ | リヴィア・ドルサ | リヴィア・ドルサ | リヴィア・ドルサ | リヴィア・ドルサ           | リヴィア・ドルサ           |                            |                            | 小カエピオ (1)             | 小カエピオ (1)             | 小カエピオ (1) | 小カエピオ (1) | 小カエピオ (1)                     | 小カエピオ (1)                     |                                    |                                    | 小リヴィウス                                           | 小リヴィウス                                           | 小リヴィウス                                           | 小リヴィウス                                           | 小リヴィウス                                           | 小リヴィウス                                           |                    |                    |                                    |                                    |                                    |                                    |                                    |                                    |                                        |                                        |                                        |                                        |                                        |                                        |  |  |  |  |  |  |
|                              |                              |                              |                              |                              |                              |                    |                    |                  |                  |                  |                  |                            |                            |                            |                            |                            |                            |                |                |                                    |                                    |                                    |                                    |                                                        |                                                        |                                                        |                                                        |                                                        |                                                        |                    |                    |                                    |                                    |                                    |                                    |                                    |                                    |                                        |                                        |                                        |                                        |                                        |                                        |  |  |  |  |  |  |
|                              |                              |                              |                              |                              |                              |                    |                    |                  |                  |                  |                  |                            |                            |                            |                            |                            |                            |                |                |                                    |                                    |                                    |                                    |                                                        |                                                        |                                                        |                                                        |                                                        |                                                        |                    |                    |                                    |                                    |                                    |                                    |                                    |                                    |                                        |                                        |                                        |                                        |                                        |                                        |  |  |  |  |  |  |
| アティリア (1)               | アティリア (1)               | アティリア (1)               | アティリア (1)               | アティリア (1)               | アティリア (1)               |                    |                    | 小カトー         | 小カトー         | 小カトー         | 小カトー         | 小カトー                   | 小カトー                   |                            |                            |                            |                            |                |                |                                    |                                    |                                    |                                    | マルクス・リヴィウス・ドルスス・クラウディウス（養子） | マルクス・リヴィウス・ドルスス・クラウディウス（養子） | マルクス・リヴィウス・ドルスス・クラウディウス（養子） | マルクス・リヴィウス・ドルスス・クラウディウス（養子） | マルクス・リヴィウス・ドルスス・クラウディウス（養子） | マルクス・リヴィウス・ドルスス・クラウディウス（養子） |                    |                    |                                    |                                    |                                    |                                    |                                    |                                    |                                        |                                        |                                        |                                        |                                        |                                        |  |  |  |  |  |  |
| アティリア (1)               | アティリア (1)               | アティリア (1)               | アティリア (1)               | アティリア (1)               | アティリア (1)               |                    |                    | 小カトー         | 小カトー         | 小カトー         | 小カトー         | 小カトー                   | 小カトー                   |                            |                            |                            |                            |                |                |                                    |                                    |                                    |                                    | マルクス・リヴィウス・ドルスス・クラウディウス（養子） | マルクス・リヴィウス・ドルスス・クラウディウス（養子） | マルクス・リヴィウス・ドルスス・クラウディウス（養子） | マルクス・リヴィウス・ドルスス・クラウディウス（養子） | マルクス・リヴィウス・ドルスス・クラウディウス（養子） | マルクス・リヴィウス・ドルスス・クラウディウス（養子） |                    |                    |                                    |                                    |                                    |                                    |                                    |                                    |                                        |                                        |                                        |                                        |                                        |                                        |  |  |  |  |  |  |
|                              |                              |                              |                              |                              |                              |                    |                    |                  |                  |                  |                  |                            |                            |                            |                            |                            |                            |                |                |                                    |                                    |                                    |                                    |                                                        |                                                        |                                                        |                                                        |                                                        |                                                        |                    |                    |                                    |                                    |                                    |                                    |                                    |                                    |                                        |                                        |                                        |                                        |                                        |                                        |  |  |  |  |  |  |
|                              |                              |                              |                              |                              |                              |                    |                    |                  |                  |                  |                  |                            |                            |                            |                            |                            |                            |                |                |                                    |                                    |                                    |                                    |                                                        |                                                        |                                                        |                                                        |                                                        |                                                        |                    |                    |                                    |                                    |                                    |                                    |                                    |                                    |                                        |                                        |                                        |                                        |                                        |                                        |  |  |  |  |  |  |
|                              |                              |                              |                              | 大ブルトゥス (1)             | 大ブルトゥス (1)             | 大ブルトゥス (1)   | 大ブルトゥス (1)   | 大ブルトゥス (1) | 大ブルトゥス (1) |                  |                  | セルウィリア・カエピオニス | セルウィリア・カエピオニス | セルウィリア・カエピオニス | セルウィリア・カエピオニス | セルウィリア・カエピオニス | セルウィリア・カエピオニス |                |                | デキムス・ユニウス・シラヌス (2)   | デキムス・ユニウス・シラヌス (2)   | デキムス・ユニウス・シラヌス (2)   | デキムス・ユニウス・シラヌス (2)   | デキムス・ユニウス・シラヌス (2)                       | デキムス・ユニウス・シラヌス (2)                       |                                                        |                                                        |                                                        |                                                        | 小セルウィリア     | 小セルウィリア     | 小セルウィリア                     | 小セルウィリア                     | 小セルウィリア                     | 小セルウィリア                     |                                    |                                    | クィントゥス・セルウィリウス・カエピオ | クィントゥス・セルウィリウス・カエピオ | クィントゥス・セルウィリウス・カエピオ | クィントゥス・セルウィリウス・カエピオ | クィントゥス・セルウィリウス・カエピオ | クィントゥス・セルウィリウス・カエピオ |  |  |  |  |  |  |
|                              |                              |                              |                              | 大ブルトゥス (1)             | 大ブルトゥス (1)             | 大ブルトゥス (1)   | 大ブルトゥス (1)   | 大ブルトゥス (1) | 大ブルトゥス (1) |                  |                  | セルウィリア・カエピオニス | セルウィリア・カエピオニス | セルウィリア・カエピオニス | セルウィリア・カエピオニス | セルウィリア・カエピオニス | セルウィリア・カエピオニス |                |                | デキムス・ユニウス・シラヌス (2)   | デキムス・ユニウス・シラヌス (2)   | デキムス・ユニウス・シラヌス (2)   | デキムス・ユニウス・シラヌス (2)   | デキムス・ユニウス・シラヌス (2)                       | デキムス・ユニウス・シラヌス (2)                       |                                                        |                                                        |                                                        |                                                        | 小セルウィリア     | 小セルウィリア     | 小セルウィリア                     | 小セルウィリア                     | 小セルウィリア                     | 小セルウィリア                     |                                    |                                    | クィントゥス・セルウィリウス・カエピオ | クィントゥス・セルウィリウス・カエピオ | クィントゥス・セルウィリウス・カエピオ | クィントゥス・セルウィリウス・カエピオ | クィントゥス・セルウィリウス・カエピオ | クィントゥス・セルウィリウス・カエピオ |  |  |  |  |  |  |
|                              |                              |                              |                              |                              |                              |                    |                    |                  |                  |                  |                  |                            |                            |                            |                            |                            |                            |                |                |                                    |                                    |                                    |                                    |                                                        |                                                        |                                                        |                                                        |                                                        |                                                        |                    |                    |                                    |                                    |                                    |                                    |                                    |                                    |                                        |                                        |                                        |                                        |                                        |                                        |  |  |  |  |  |  |
|                              |                              |                              |                              |                              |                              |                    |                    |                  |                  |                  |                  |                            |                            |                            |                            |                            |                            |                |                |                                    |                                    |                                    |                                    |                                                        |                                                        |                                                        |                                                        |                                                        |                                                        |                    |                    |                                    |                                    |                                    |                                    |                                    |                                    |                                        |                                        |                                        |                                        |                                        |                                        |  |  |  |  |  |  |
|                              |                              | ポルキア・カトニス           | ポルキア・カトニス           | ポルキア・カトニス           | ポルキア・カトニス           | ポルキア・カトニス | ポルキア・カトニス |                  |                  | 小ブルトゥス     | 小ブルトゥス     | 小ブルトゥス               | 小ブルトゥス               | 小ブルトゥス               | 小ブルトゥス               |                            |                            | ユニア         | ユニア         | ユニア                             | ユニア                             | ユニア                             | ユニア                             |                                                        |                                                        |                                                        |                                                        | ユニア・テルティア                                     | ユニア・テルティア                                     | ユニア・テルティア | ユニア・テルティア | ユニア・テルティア                 | ユニア・テルティア                 |                                    |                                    | ガイウス・カッシウス・ロンギヌス   | ガイウス・カッシウス・ロンギヌス   | ガイウス・カッシウス・ロンギヌス       | ガイウス・カッシウス・ロンギヌス       | ガイウス・カッシウス・ロンギヌス       | ガイウス・カッシウス・ロンギヌス       |                                        |                                        |  |  |  |  |  |  |
|                              |                              | ポルキア・カトニス           | ポルキア・カトニス           | ポルキア・カトニス           | ポルキア・カトニス           | ポルキア・カトニス | ポルキア・カトニス |                  |                  | 小ブルトゥス     | 小ブルトゥス     | 小ブルトゥス               | 小ブルトゥス               | 小ブルトゥス               | 小ブルトゥス               |                            |                            | ユニア         | ユニア         | ユニア                             | ユニア                             | ユニア                             | ユニア                             |                                                        |                                                        |                                                        |                                                        | ユニア・テルティア                                     | ユニア・テルティア                                     | ユニア・テルティア | ユニア・テルティア | ユニア・テルティア                 | ユニア・テルティア                 |                                    |                                    | ガイウス・カッシウス・ロンギヌス   | ガイウス・カッシウス・ロンギヌス   | ガイウス・カッシウス・ロンギヌス       | ガイウス・カッシウス・ロンギヌス       | ガイウス・カッシウス・ロンギヌス       | ガイウス・カッシウス・ロンギヌス       |                                        |                                        |  |  |  |  |  |  |
|                              |                              |                              |                              |                              |                              |                    |                    |                  |                  |                  |                  |                            |                            |                            |                            |                            |                            |                |                |                                    |                                    |                                    |                                    |                                                        |                                                        |                                                        |                                                        |                                                        |                                                        |                    |                    |                                    |                                    |                                    |                                    |                                    |                                    |                                        |                                        |                                        |                                        |                                        |                                        |  |  |  |  |  |  |
| マルクス・ポルキウス・カトー | マルクス・ポルキウス・カトー | マルクス・ポルキウス・カトー | マルクス・ポルキウス・カトー | マルクス・ポルキウス・カトー | マルクス・ポルキウス・カトー |                    |                    |                  |                  |                  |                  |                            |                            |                            |                            |                            |                            |                |                |                                    |                                    |                                    |                                    | ユニア・セクンダ                                       | ユニア・セクンダ                                       | ユニア・セクンダ                                       | ユニア・セクンダ                                       | ユニア・セクンダ                                       | ユニア・セクンダ                                       |                    |                    | マルクス・アエミリウス・レピドゥス | マルクス・アエミリウス・レピドゥス | マルクス・アエミリウス・レピドゥス | マルクス・アエミリウス・レピドゥス | マルクス・アエミリウス・レピドゥス | マルクス・アエミリウス・レピドゥス |                                        |                                        |                                        |                                        |                                        |                                        |  |  |  |  |  |  |
| マルクス・ポルキウス・カトー | マルクス・ポルキウス・カトー | マルクス・ポルキウス・カトー | マルクス・ポルキウス・カトー | マルクス・ポルキウス・カトー | マルクス・ポルキウス・カトー |                    |                    |                  |                  |                  |                  |                            |                            |                            |                            |                            |                            |                |                |                                    |                                    |                                    |                                    | ユニア・セクンダ                                       | ユニア・セクンダ                                       | ユニア・セクンダ                                       | ユニア・セクンダ                                       | ユニア・セクンダ                                       | ユニア・セクンダ                                       |                    |                    | マルクス・アエミリウス・レピドゥス | マルクス・アエミリウス・レピドゥス | マルクス・アエミリウス・レピドゥス | マルクス・アエミリウス・レピドゥス | マルクス・アエミリウス・レピドゥス | マルクス・アエミリウス・レピドゥス |                                        |                                        |                                        |                                        |                                        |                                        |  |  |  |  |  |  |
|                              |                              |                              |                              |                              |                              |                    |                    |                  |                  |                  |                  |                            |                            |                            |                            |                            |                            |                |                |                                    |                                    |                                    |                                    |                                                        |                                                        |                                                        |                                                        |                                                        |                                                        |                    |                    |                                    |                                    |                                    |                                    |                                    |                                    |                                        |                                        |                                        |                                        |                                        |                                        |  |  |  |  |  |  |
|                              |                              |                              |                              |                              |                              |                    |                    |                  |                  |                  |                  |                            |                            |                            |                            |                            |                            |                |                | ポンペイウス家の子女               | ポンペイウス家の子女               | ポンペイウス家の子女               | ポンペイウス家の子女               | ポンペイウス家の子女                                   | ポンペイウス家の子女                                   |                                                        |                                                        | 小レピドゥス                                           | 小レピドゥス                                           | 小レピドゥス       | 小レピドゥス       | 小レピドゥス                       | 小レピドゥス                       |                                    |                                    |                                    |                                    |                                        |                                        |                                        |                                        |                                        |                                        |  |  |  |  |  |  |
|                              |                              |                              |                              |                              |                              |                    |                    |                  |                  |                  |                  |                            |                            |                            |                            |                            |                            |                |                | ポンペイウス家の子女               | ポンペイウス家の子女               | ポンペイウス家の子女               | ポンペイウス家の子女               | ポンペイウス家の子女                                   | ポンペイウス家の子女                                   |                                                        |                                                        | 小レピドゥス                                           | 小レピドゥス                                           | 小レピドゥス       | 小レピドゥス       | 小レピドゥス                       | 小レピドゥス                       |                                    |                                    |                                    |                                    |                                        |                                        |                                        |                                        |                                        |                                        |  |  |  |  |  |  |
|                              |                              |                              |                              |                              |                              |                    |                    |                  |                  |                  |                  |                            |                            |                            |                            |                            |                            |                |                |                                    |                                    |                                    |                                    |                                                        |                                                        |                                                        |                                                        |                                                        |                                                        |                    |                    |                                    |                                    |                                    |                                    |                                    |                                    |                                        |                                        |                                        |                                        |                                        |                                        |  |  |  |  |  |  |
|                              |                              |                              |                              |                              |                              |                    |                    |                  |                  |                  |                  |                            |                            |                            |                            |                            |                            |                |                |                                    |                                    |                                    |                                    |                                                        |                                                        |                                                        |                                                        |                                                        |                                                        |                    |                    |                                    |                                    |                                    |                                    |                                    |                                    |                                        |                                        |                                        |                                        |                                        |                                        |  |  |  |  |  |  |
|                              |                              |                              |                              |                              |                              |                    |                    |                  |                  |                  |                  |                            |                            |                            |                            |                            |                            |                |                | マニウス・アエミリウス・レピドゥス | マニウス・アエミリウス・レピドゥス | マニウス・アエミリウス・レピドゥス | マニウス・アエミリウス・レピドゥス | マニウス・アエミリウス・レピドゥス                     | マニウス・アエミリウス・レピドゥス                     |                                                        |                                                        |                                                        |                                                        | アエミリア・レピダ | アエミリア・レピダ | アエミリア・レピダ                 | アエミリア・レピダ                 | アエミリア・レピダ                 | アエミリア・レピダ                 |                                    |                                    |                                        |                                        |                                        |                                        |                                        |                                        |  |  |  |  |  |  |

## 影響

### 格言

バージニア州の紋章。共和主義者に打ち倒される僭主を描いた図の下に「Sic semper tyrannis」が刻まれている。

- 彼がカエサル暗殺の際に語ったと言われる「Sic semper tyrannis（専制者は斯くの如く）」は民主主義を象徴する言葉として用いられる。
  - アメリカ合衆国の南部州であるバージニア州におけるモットーとして用いられている。
  - 南北戦争中に北部のエイブラハム・リンカーン大統領を暗殺したジョン・ウィルクス・ブースは暗殺の際にこの言葉を叫んで実行におよんだ。
    - リンカーンは内戦での勝利と奴隷解放を大義名分に大統領の権限を強化し、南部州の連邦離脱も認めず軍事力で再併合する選択肢を取った。こうした手法を「専制的」と揶揄する意見は少なくなかった。
- 正確には彼自身の言葉ではないが、暗殺の際にカエサルが「ブルトゥス、お前もか！」と叫んだ逸話は有名である。
  - ただしこの言葉はシェイクスピアが（帝政ローマ期から既に流布していた伝承を元に）脚色したものであり、一線級の資料ではカエサルが何を言い残したか（あるいは何も言わなかったか）は不明である。

### 創作作品
- 近世イタリアの文豪ダンテ・アリギエーリによる『神曲』の地獄編では最下層にあるコキュートスでサタンに噛み付かれる三罪人の一人とされている。
  - ダンテは創作物に自身の政治的・宗教的価値観を反映させる傾向があり、ブルトゥスについては「政争の中での裏切り」を批判の理由としている。
  - 三罪人はブルトゥスとその盟友であるロンギヌスに加えて、イエス・キリストを見捨てたイスカリオテのユダが挙げられている。
- イギリスの劇作家シェイクスピアによる『ジュリウス・シーザー』では、カエサルではなくブルトゥスが物語の主人公として描かれている。
  - シェークスピアはフィリッピの戦いの後、アントニウスの台詞という形でブルトゥスを「彼こそは真の男であった」と賞賛している。
- 歴史小説家コリーン・マッカラの「ローマの覇者達」では優柔不断な貴族の青年として登場し、ロンギヌスにたぶらかされる様子が描かれている。
- HBOの歴史ドラマ「ROME」ではトビアス・メンジーズがマルクス・ブルータス（ROME）を演じた。
  - 同作ではカエサルに対して複雑な感情を抱いており、暗殺の場面では眼前で滅多切りにされるカエサルを呆然と眺めているなど、従来とは異なる説が採られている。
- アクションゲーム「アサシン クリード ブラザーフッド」ではある条件を満たすと、ブルトゥスが暗殺に用いた短剣が使用できる。